# Spongionella repens
Spongionella repens är en svampdjursart som först beskrevs av Topsent 1928.  Spongionella repens ingår i släktet Spongionella och familjen Dictyodendrillidae. Inga underarter finns listade i Catalogue of Life.